# Gustaaf Deloor
Gustaaf Deloor (De Klinge, 24 juni 1913 - Mechelen, 28 januari 2002) was een Belgisch wielrenner. Hij was prof van 1932 tot 1939. In 1935 en 1936 won hij de Ronde van Spanje. In 2002 overleed hij op 88-jarige leeftijd. Ook zijn broer Alfons was wielrenner.

## Overwinningen
1932
- Ronde van Vlaanderen, Onafhankelijken
- Omloop van Noord-West Brabant

1934
- Heist-op-den-Berg
- GP Dr. Eugeen Roggeman

1935
- 1e etappe Parijs-Saint-Étienne
- 3e etappe  Ronde van Spanje
- 11e etappe  Ronde van Spanje
- 14e etappe Ronde van Spanje
- Eindklassement Ronde van Spanje

1936
- Bazel
- Poperinge
- 2e etappe Ronde van Spanje
- 4e etappe Ronde van Spanje
- 6e etappe Ronde van Spanje
- Eindklassement Ronde van Spanje

1937
- Mons
- 6e etappe Ronde van Frankrijk

1939
- Rijkevorsel
- Grote 1-mei Prijs
- GP Stad Sint Niklaas

## Resultaten in voornaamste wedstrijden
| Jaar | Ronde van Italië | Ronde van Frankrijk | Ronde van Spanje |
| ---- | ---------------- | ------------------- | ---------------- |
| 1933 |                  |                     |                  |
| 1935 |                  |                     | ↑ (3)            |
| 1936 |                  |                     | ↑ (3)            |
| 1937 |                  | 16e (1)             |                  |
| 1938 |                  |                     |                  |
| 1939 |                  |                     |                  |

| Jaar | Parijs-Roubaix | Luik-Bast.‑Luik | Parijs-Brussel |
| ---- | -------------- | --------------- | -------------- |
| 1933 | 15e            |                 |                |
| 1935 | 65e            |                 |                |
| 1936 |                |                 | 8e             |
| 1937 |                | Zilver          | 20e            |
| 1938 |                | 26e             |                |
| 1939 | 45e            | 21e             |                |